# 制片公司
制片公司，是指制作电影的公司，主要职能是提供影视制作服务，这些服务通常包括前期制作与后期制作。

## 業務內容
前期制作服务包括：场地勘景、演员试镜、摄制组班底组建、拍摄许可申请、设备租赁、拍摄后勤。后期服务包括：胶片洗印、胶转磁、离线剪辑、在线剪辑、调色、输出。由于影视制作技术发展的速度非常快，目前影视制作公司除了摄制电影以外，还从事类似电视广告、纪录片、企业宣传片的拍摄制作。

大型電影制片公司通常關心的是電影發行的營銷和電影作品的採購等等。近日的制片公司往往是作為實際上拍攝電影的公司的幕後投資者，他們多不參與電影的製作，而只是給予資金，以獲得該電影的發行權。

## 知名公司
1980年代較知名的大型電影制片公司，有好萊塢七姊妹：哥倫比亞電影公司、二十世紀福斯電影公司、派拉蒙電影公司、環球電影公司、華納兄弟電影公司、迪士尼電影公司、米高梅電影公司。如將七姊妹中的米高梅電影公司扣除，則是近日所稱的好萊塢六巨頭。